# Swesda Swenigorod
Swesda Swenigorod (russisch Звезда Звенигород, wiss. Transliteration Zvezda Zvenigorod, dt. „Stern Swenigorod“) ist ein russischer Frauen-Handballverein aus Swenigorod, einem Vorort von Moskau.

## Geschichte
Der Club wurde erst 2002 auf Anregung des russischen Verbandes aus der Retorte gegründet, vermutlich mit der Absicht, dass ein Club aus der Oblast Moskau das zukünftige Zentrum des russischen Frauenhandballs sein sollte. Im Gegensatz zu anderen osteuropäischen Sportvereinen mit dem Wort „Stern“ im Namen (z. B. Steaua Bukarest oder Roter Stern Belgrad) hat Swesda Swenigorod allerdings keinen Bezug zur Armee. Nach einem Jahr im unterklassigen Spielbetrieb stieg der Verein 2003 in die höchste russische Liga im Frauenhandball, die Super-Liga, auf. In der ersten Saison belegte man noch den dritten Rang, das klare Ziel der Vereinsführung aber war die Meisterschaft, so dass man im Sommer 2005 bereits die Starspielerin Jelena Poljonowa verpflichtete. 2006 legte der Verein einen weiteren großen Schritt zurück: Verpflichtet wurden der bisherige Trainer des Serienmeisters GK Lada Toljatti, Jewgeni Trefilow, gleichzeitig Trainer der russischen Frauen-Nationalmannschaft, sowie die Spielerinnen Oxana Romenskaja und Natalja Schipilowa. 2007 nun durchbrach das Team die Vormachtstellung des GK Lada Toljatti und wurde Meister. Im gleichen Jahr gewann man den EHF-Pokal.
In der Champions League 2007/08 hat Swenigorod die Gruppenphase als Gruppensieger überstanden und stand in der Hauptrunde. Dort kam man aufgrund der besseren Spielergebnisse gegenüber dem punktegleichen Viborg HK weiter. Im Semifinale setzte sich Swesda trotz einer knappen Heimniederlage gegen Győri Audi ETO KC durch. Die beiden Finalspiele gegen Hypo Niederösterreich konnte Swesda Swenigorod für sich entscheiden.
Allerdings gingen beide Finalspiele der Russischen Meisterschaft 2008 gegen Lada Toljatti knapp verloren, der russische Titel konnte nicht verteidigt werden.
Die Saison 2008/09 sollte sich allerdings zu einer Katastrophe für Swesda Swenigorod auswachsen. In der Champions League belegte das Team in der Gruppenphase den letzten Platz und schied aus. Dazu gesellten sich finanzielle Probleme. Beim Meisterschaftsfinale der Saison gegen GK Dynamo Wolgograd kam es zu einem Eklat: beim Spiel gab es brutale Fouls auf beiden Seiten. Kurz vor der Schlusssirene lösten zwei Attacken von Swesda-Spielerinnen gegen das Gesicht der Gegnerin eine Schlägerei zwischen den beiden Teams aus, in die sich auch die Betreuer einmischten. Swesda verlor zum zweiten Mal das Finale um die Meisterschaft.
In der EHF Champions-League fielen die Russinnen einige Male wegen ihrer äußerst harten, manchmal unfairen Spielweise auf.

## Erfolge
- Russischer Meister: 2007
- Russischer Pokalsieger: 2009, 2010, 2011, 2014
- EHF-Pokal-Sieger: 2007
- EHF Champions League: 2008
- EHF Champions Trophy: 2008

## Bekannte ehemalige Spielerinnen
- Alexandra Lacrabère
- Jelena Poljonowa
- Irina Poltorazkaja
- Ljudmila Postnowa
- Oxana Romenskaja
- Inna Suslina